# 拉什維爾 (紐約州)
拉什維爾（英語：Rushville）是位於美國紐約州安大略縣及耶芝縣的村。

## 人口
根據2020年美國人口普查的數據，拉什維爾的面積為1.75平方千米，皆為陸地。當地共有人口651人，而人口密度為每平方千米372人。